# Margaret Feierabend
Margaret Feierabend (* um 1951 in Columbia, Missouri) ist eine US-amerikanische Lokalpolitikerin.

## Leben
Margaret Feierabend wuchs in Baton Rouge auf und besuchte dort bis 1969 die Robert E. Lee High School. 1974 erreichte sie einen Bachelor-Abschluss an der Louisiana State University.
1975 heiratete sie Raymond H. Feierabend Jr. und zog mit ihm nach Greensboro. Dort begann sie ein Studium an der University of North Carolina, das sie 1978 mit dem Master of Education (Community Health Education) abschloss. Im gleichen Jahr zog die Familie nach Dungannon in Virginia, wo ihr Mann neben seiner Tätigkeit als Arzt in der Kommission für Stadtentwicklung arbeitete und in den Stadtrat gewählt wurde. Margaret Feierabend war dort in der Planungskommission tätig. 1982 zog die Familie nach Bristol im Bundesstaat Tennessee.
In der Amtszeit 1997/1998 war Margaret Feierabend die erste weibliche Bürgermeisterin (Mayor) von Bristol. Seitdem wurde sie, bis auf die Wahl im Jahre 2001, durchgängig immer wieder in den Stadtrat (City Council) gewählt, mehrfach war sie dabei Vize-Bürgermeister (Vice Mayor, 1996/97, 1998/99, 2009/10, 2017/18). 2010/11 hatte sie das Amt des Bürgermeisters erneut inne, ebenso 2018/19 und 2019/20. Ihr Nachfolger im Juli 2020 wurde Mahlon Luttrell, während sie weiterhin Mitglied des Stadtrats ist. In ihrem Amt engagiert sie sich insbesondere im Bereich Familienpolitik.
Margaret Feierabend hat drei erwachsene Kinder. Sie ist Mitglied in der State Street United Methodist Church.